# Janvier 1987

## Évènements
- Décembre 1986-Janvier 1987 (Chine) : le spectacle de la corruption, des inégalités, du favoritisme et du clientélisme suscite le mécontentement dans les milieux étudiants. Le secrétaire général du parti Hu Yaobang manifeste une certaine compréhension à leur égard, Deng Xiaoping condamne les manifestations.
- L'Iran lance deux grandes offensives dans la guerre Iran-Irak.

- 1er janvier :
  - La Belgique prend la présidence du conseil des ministres de la Communauté économique européenne.
  - le voilier French Kiss emmené par Marc Pajot s’incline dans la 4ème régate des éliminatoires de la Coupe de l’America face au concurrent néo-zélandais[1].
  - France : le porte-conteneur allemand Kini-Kersten s’échoue sur une plage du Rozel (Manche) [1].
- 2 janvier, France : Antoine Pinay, ancien chef du gouvernement, refuse la Légion d’honneur[1].
- 6 janvier
  - Chili : Augusto Pinochet lève l’état de siège et autorise le retour de certains exilés. Apertura : Des espaces de participation sont octroyées aux partis d’opposition. Pinochet compte sur leurs divisions pour se maintenir au pouvoir.
  - Guerre Iran-Irak : le président irakien Saddam Hussein se déclare prêt à conclure une « paix juste honorable et durable » avec l'Iran.
    - Guerre économique : l’Irak lance de nombreux raids aériens contre les installations pétrolières iraniennes dans le Golfe. L’Iran, de son côté, entrave tout accès irakien au Golfe. Bagdad construit de nouveau oléoducs vers la Turquie et l’Arabie saoudite. Pour répondre aux risques d’asphyxie économique, Téhéran décide de s’en prendre au trafic international des pétroliers dans le Golfe. Le Koweït demande la protection américaine, mais Washington refuse. L’émirat en appelle alors à Moscou, et les États-Unis sont contraints d’agir et commencent à protéger les navires marchands dans le Golfe au printemps. Les autres pays occidentaux envoient également des navires de guerre.
- 12 janvier :
  - CEE : le Deutsch Mark et le florin néerlandais sont réévalués de 3 %. Le Franc belge est réévalué de 2%[1].
  - Vatican : Jean-Paul II reçoit le général Jaruzelski en vue d’un dégel diplomatique avec la Pologne[1].
- 13 janvier : le journaliste Roger Auque est enlevé à Beyrouth.
- 16 janvier (Chine) : après une première vague de répression, le secrétaire général du Parti communiste chinois Hu Yaobang doit démissionner. Son successeur Zhao Ziyang, un protégé de Deng Xiaoping, ne se rallie pas à la campagne que voudraient lancer les vétérans hostiles aux réformes contre la « pollution spirituelle ». Le climat redevient plus libéral.
- 18 janvier, France : l’actrice Isabelle Adjani est participe au journal télévisée de20 heures sur TF1 pour démentir les rumeurs sur sa mort [1].
- 20 janvier :
  - Liban : enlèvement de Terry Waite (en) (Royaume-Uni), envoyé spécial de l'archevêque de Canterbury et principal médiateur dans l'affaire des otages occidentaux[1].
  - CEE : le britannique Henry Plumb est élu à la présidence du Parlement européen[1].
  - Paris : inauguration à l’hôtel des Invalides d’une partie du Musée des plans-reliefs[1].
- 22 janvier :
  - États-Unis : Budd Dwyer, trésorier de l’Etat de Pennsylvanie, se suicide lors d’une conférence de presse diffusée en direct à la télévision américaine.
  - Sport hippique : le trotteur français Ourasi, drivé par Jean-René Gougeon, remporte le Prix d'Amérique pour la deuxième fois d’affilée[1].
  - Rallye-raid : le pilote finlandais Ari Vatanen associé au journaliste français Bernard Giroux remporte le Rallye Dakar sur Peugeot 205 turbo 16. Dans la catégorie moto, Cyril Neveu sur (Honda) réalise une cinquième victoire[1].
  - Philippines : 12 000 paysans manifestent près du palais de Malacañang à Manille afin d'obtenir du gouvernement des augmentations de salaire (16 morts, une centaine de blessés) [1].
- 24 janvier :
  - Cinéma : Blue Velvet de David Lynch reçoit le Grand prix du 15ème Festival du film fantastique d’Avoriaz[1].
  - Tennis : Stefan Edberg et Hana Mandlíková remportent l’Open d’Australie[1].
  - Somalie : une équipe de dix membres de Médecins sans frontières est enlevée en Somalie[1].
- 25 janvier, RFA : la coalition entre l’Union chrétienne-démocrate d'Allemagne (CDU) d’Helmut Kohl et Union chrétienne-sociale en Bavière (CSU) de Franz Josef Strauß remportent les Élections fédérales allemandes[1].
- 26 janvier : ouverture du cinquième sommet islamique mondial à Koweït[2].
- 27 janvier :
  - France : Marcel Rigout démissionne du comité central du Parti communiste français, Claude Poperen quitte le bureau politique[1].
  - France : dans le cadre de l’enquête sur l’affaire Malik Oussekine, le garde de la paix Christophe Garcia est inculpé[1].
  - Philippines : échec d’une tentative de coup d’Etat ourdi par le général José Lumel et le colonel Rolando Abadilla, probablement perpétré pour le compte de l’ex-dictateur Ferdinand Marcos[1].
- 29 janvier :
  - le cinquième sommet islamique mondial se conclut sur une résolution sur la guerre Iran-Irak, immédiatement rejetée par l’Iran[1].
  - France : entrée à l’Académie française de l’écrivain Bertrand Poirot-Delpech[1]
- 31 janvier :
  - Boxe : le mexicain Gilberto Roman remporte le championnat du monde des super-mouches à Montpellier face au français français Antoine Montero[1].
  - Enki Bilal obtient le Grand prix du Festival international de la bande dessinée d'Angoulême[1].

## Naissances
- 2 janvier : Loïc Rémy, footballeur français.
- 4 janvier : Jeremstar, journaliste people et interview français.
- 5 janvier : Touhami Ghezzoul, basketteur algérien.
- 8 janvier : Cynthia Erivo, actrice, chanteuse et auteure-compositrice anglaise et nigériane.
- 12 janvier : Naya Rivera, actrice, chanteuse et mannequin américaine.
- 13 janvier : Artem Novikov, homme d'État kirghize.
- 15 janvier : Kelly Kelly, catcheuse professionnelle américaine.
- 16 janvier :
  - Quỳnh Anh, chanteuse belge d'origine vietnamienne.
  - Jacob Lee Epstein, dit Jake Epstein, acteur canadien.
  - Annari Viljoen, joueuse sud-africaine de badminton.
  - Piotr Żyła, sauteur à ski polonais.
- 18 janvier : Denitsa Ikonomova, danseuse et chorégraphe bulgare.
- 20 janvier : Víctor Vázquez, footballeur espagnol.
  - Luis Suárez, footballeur uruguayen.
  - Kia Vaughn, basketteuse américaine.
  - Guan Xin (关馨), basketteuse chinoise.
- 24 janvier : Francesca Théosmy, écrivaine haïtienne († 7 juillet 2024).
- 29 janvier : Caroline Ghosn, femme d'affaires américaine
- 30 janvier : Charlotte Gabris, comédienne et humoriste suisse.

## Décès
- 2 janvier : Jean de Gribaldy, coureur cycliste et directeur sportif français.
- 2 janvier : Lap, dessinateur de presse français (° 1921)
- 12 janvier : Jacques Herold, peintre français d'origine roumaine (° 10 octobre 1910).
- 14 janvier : Douglas Sirk, réalisateur allemand (° 26 avril 1897)
- 15 janvier : Aníbal Muñoz Duque, cardinal colombien, archevêque de Bogota (° 3 octobre 1908).
- 17 janvier : Raymond Scheyven, homme politique belge (° 26 novembre 1911).
- 18 janvier : Renato Guttuso, peintre italien.
- 25 janvier : Lamine Diakhate, écrivain et ministre sénégalais (° 16 septembre 1928)
- 26 janvier : Norman McLaren, réalisateur britannique de films d'animation (° 1914).
- 29 janvier : Hiroaki Zakoji musicien japonais (° 1958)
- 30 janvier : Roy Adzak, peintre, graveur, photographe et sculpteur britannique (° 14 février 1927).
- 31 janvier : Yves Allégret, réalisateur français (° 13 octobre 1905)